# Hellenisztikus civilizáció

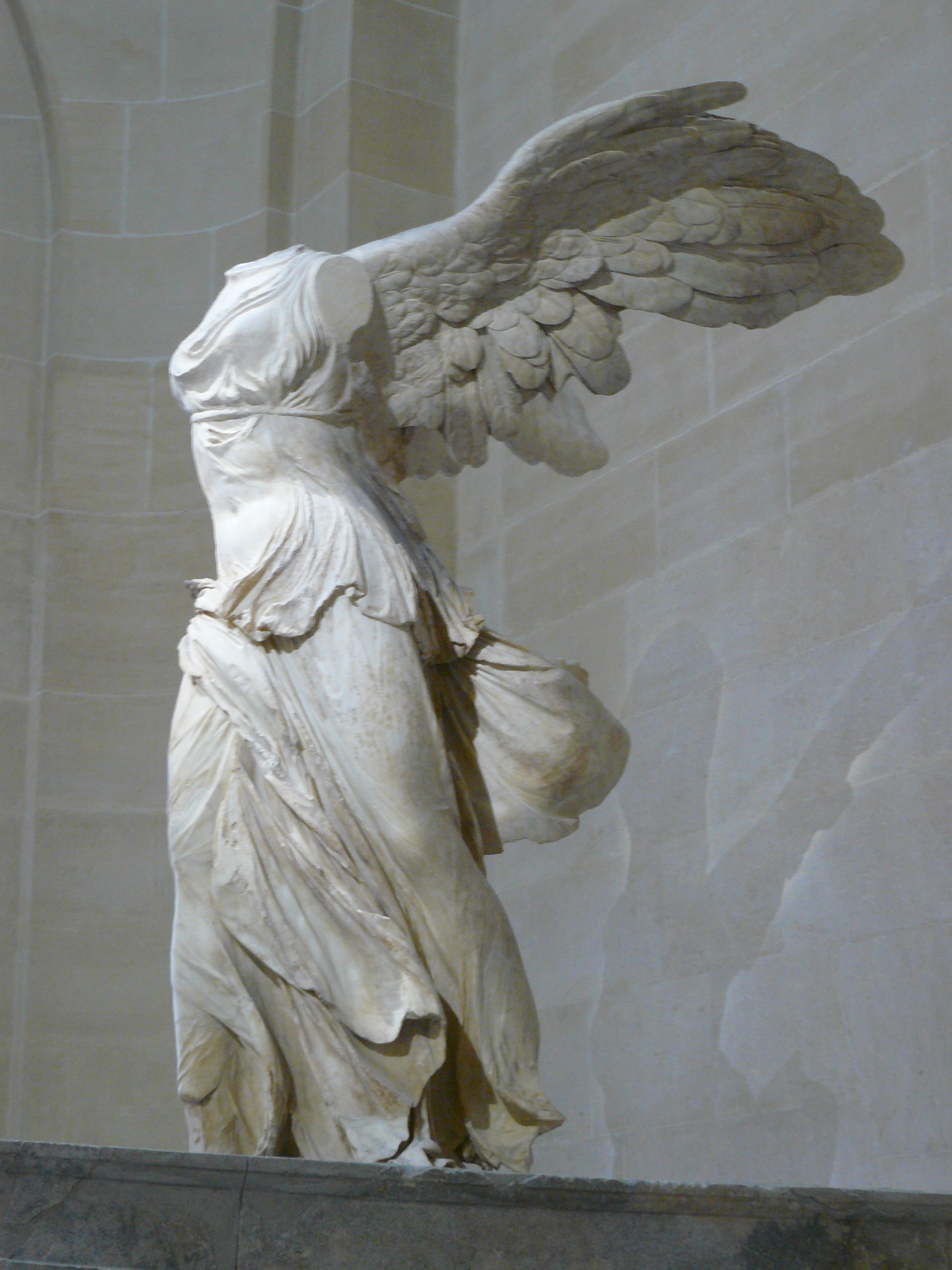
Niké szobra, aki a görög mitológiában a győzelem istennője

A hellenisztikus civilizáció vagy hellenizmus kora III. Alexandrosz, magyaros nevén Nagy Sándor trónra lépésétől (egyesek szerint halálától) az utolsó hellenisztikus állam, Egyiptom rómaiak által történő meghódításig (i. e. 30.) tartó időszak. A gazdasági fejlődés az Égei-tengertől kiterjedt az Indiai-óceáni területekre. A gazdaság központja Görögországtól keletre tolódott.

## Történelem

### Nagy Sándor birodalma
I. e. 334-ben Alexandrosz egy 40-50 000 fős pánhellén sereg élén elindult Perzsia meghódítására. Az i. e. 331-i gaugamélai csata után III. Dareiosz már nem tudja tartani tovább birodalmát. Alexandrosz birodalma (Hellenisztikus Birodalom) az Industól a Dunáig, a Kaszpi-tengertől a Nílus torkolatáig terjedt.
Egyiptomban megalapította Alexandriát, a róla elnevezett mintegy hetven város legnagyobbikát, mely az ókori világ tudományos központjává nőtte ki magát. Birodalmát új úthálózattal és katonai támaszpontokkal erősítette meg. Hivatalossá tette a koiné görög nyelvet, új pénzt vezetett be.
Ezt az más-más vallású, és más-más fejlettségű térségben kialakult új államot főként a hadsereg tartotta össze. Alexandrosz próbálta egyben tartani, azonban görög-makedón vezetőinek nem tetszett, perzsa és keleti szertartásokban való részvétele. Az uralkodó próbálta fenntartani uralmát, keleten despotává vált.
Szorgalmazta a görög katonák perzsa nőkkel való házasságkötését. Ő maga a szúzai menyegzőn a legyőzött perzsa király, III. Dareiosz lányát feleségül vette és így felvette a perzsa királyi címet.
Ugyanekkor tízezer katonáját házasította össze perzsa lányokkal adósságuk elengedése ígéretében. Ily módon természetesen nem lehetett egybegyúrni a más-más kultúrájú népeket, de a keleti és görög műveltség ötvöződéséből a következő évszázadokban jelentős fejlődés bontakozott ki.
I. e. 323-ban Karthágó és Szicília meghódítására készülve 33 évesen feltehetően malária következtében meghalt, azonban a hellenizmus még évszázadokig virágzott az utódállamokban.

## A hellenisztikus államok kialakulása
A fejlődő birodalmat váratlanul érte az uralkodó halála. A birodalom vezetését a hadvezérek (diadokhoszok) akarták megszerezni, akik háta mögött hadsereg állt. Hosszú és véres küzdelem kezdődött, melyek során a birodalom több részre szakadt. Három nagy állam alakult ki: Hellaszt Antigonosz uralta, Ázsiát Szeleukosz, Egyiptomot pedig Ptolemaiosz.

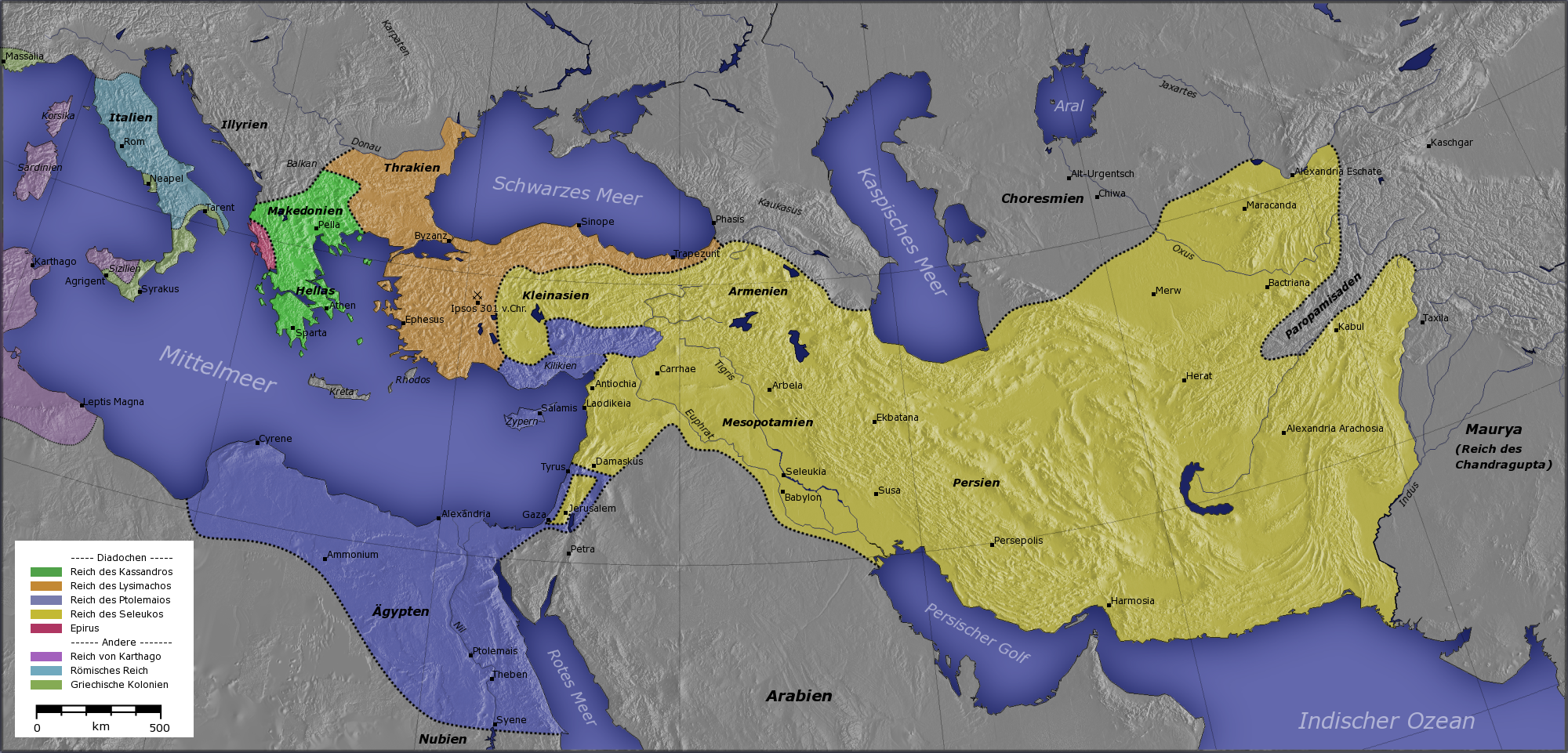
Diadokhoszok
I. Szeleukosz Nikatór birodalma
Kasszandrosz királysága
Lüszimakhosz királysága
I. Ptolemaiosz Szótér királysága
Epirusz
Egyéb
Karthágó
Ókori Róma
Görög gyarmatok

### Ptolemaidák
Ptolemaiosz megszilárdította a hatalmat Egyiptomban beleértve Líbiát és Palesztinát. Utódait, a Ptolemaidákat (Ptolemaioszok) tisztelték a fáraók leszármazottaiként Egyiptomban. Ez i. e. 30-ig állt fent. 

### Szeleukidák
A legnagyobb területet a Szeleukidák birtokolták. Ez az állam Mezopotámián át Indiáig húzódott. Ezt a hatalmas területet nem tudták az egész korszakon át egyben tartani. Befolyásoló tény volt, hogy sok fejlett város helyezkedett el a területükön, először a keleti részeken szakadoztak le térségek, majd az egész állam darabjaira hullott. Ez i. e. 64-ig állt fent. 

### Antigonidák
A harmadik nagyobb egység az Antigonidák vezetésével jött létre Európában. Először görög térségek váltak le. (Kelet fejlődésnek indult, így a görög föld elvesztette politikai jelentőségét is.) Ez i. e. 168-ig állt fent. 

## Gazdaság és társadalom
A gazdasági fejlődés az Égei-tengertől kiterjedt az Indiai-óceáni területekre. A gazdaság központja Görögországtól keletre tolódott.
A kis-ázsiai államok is bekapcsolódtak a kereskedelembe.
A keleti és görög kultúra összeolvadása jelentős gazdasági fellendülést eredményezett. A hellenisztikus államokban elterjedt és évszázadokig fennmaradt a görög művészetek, tudományok, építészeti stílusok hatása. Számottevő fejlődésnek indult a mezőgazdasági technika, ami az öntözés, trágyázás, állattenyésztés, gyümölcstermesztés területén, valamint a vetésforgó meghonosításában öltött testet. 
A fejlődés elsősorban a görög telepesek által lakott városokban indult el. Több százezer lakosú városok jöttek létre és lettek az ipar, a kereskedelem és a kultúra központjai. Ilyen szerepet töltött be például az egyiptomi Alexandria, vagy Pergamon, Palmüra.
A rabszolgatartó nagyüzemi gazdálkodás ugyanakkor visszaszorította a kisárutermelést, így a parasztok, kézművesek, kiskereskedők elszegényedtek. Bár egységes politikai berendezésről Hellasz kapcsán nem lehet beszélni, azonban általános értelemben visszaszorult a demokrácia. Az új államok az ókori ázsiai királyságaihoz hasonlóan tekintélyelvűvé váltak.

## Kultúra

Kelta vezér és felesége. Pergamoni hellenisztikus művészet

A hellenisztikus államok a görög kultúrát összekapcsolták a keletivel. Az ismeretlen meghódításához, az új kereskedelmi kapcsolatokhoz, gazdasági, földrajzi, csillagászati és történelmi ismeretekre volt szükség. Így az eddig csak véletlenül irányított tudomány helyére az egzakt, tudatos kutatás lépett.
A tudomány és kultúra pártolói már nem a poliszdemokráciák, hanem a királyi udvarok lettek. A kor kulturális központja az Alexandrosz alapította Alexandria volt. Itt jött létre a világ első tudományos központja és intézményrendszere az alexandriai könyvtárban, azzal a céllal, hogy a Mediterráneum összes tudásanyagát összegyűjtse, és görög nyelvre fordítsa. 